# Етничко чишћење у рату у Босни и Херцеговини
Етничко чишћење у рату у Босни и Херцеговини који је трајао од 1992. до 1995. резултирало је великим бројем протераних цивила.
Почевши од 1991, расљено је око 2,7 милиона људи до средине 1992. године, од чега је преко 700.000 тражило азил у другим европским земљама, чинећи то највећим егзодусом у Европи од Другог светског рата. Процењује се да је између 1,0 и 1,3 милиона људи било расељено у овим кампањама етничког чишћења, а десетине хиљада је убијено.
Методе које су коришћене током кампања етничког чишћења у Босни и Херцеговини укључују "убиство цивила, силовање, мучење, уништавање цивилне, јавне и културне имовине, пљачку и разарање, као и присилно премјештање цивилних популација". Хашки Трибунал касније је осудио неколико званичника због прогона из политичких, расних и верских разлога; присилног премештаја и депортације што чини злочин против човечности.

## Кампање и методе
Велики број Бошњака и Хрвата протерала је Војска Републике Српске и друге паравојне формације. Хрватске снаге такође су протеривали Бошњаке и Србе. Бошњачке снаге су криве због тешких кршења Женевских конвенција, али нису учествовали у систаматском протеривању других етничких скупина. По извештају Савета безбедности Уједињених нација не постоји чињенчна основа за релативизирање и изједначавање зараћених страна.

### Српске снаге
Између 700.000 и 1.000.000 Бошњака протерано је из својих домова са територија који су били под контролом српских снага. Други извор процењује да је барем 750.000 Бошњака и мањи број Хрвата протеран са ових подручја. Додатно, око 30.000 Рома је такође било присиљено да се исели.
Уведене су бројне дискриминаторне мјере против Бошњака на територији под контролом Војске Републике Српске. У граду Приједору, почевши од 30. априла 1992, многи су отпуштени су са послова и забрањен им је улазак у зграду Суда. Босњачки интелектуалци и други су депортовани у логор Омарска.
У Бања Луци, Бошњаци и Хрвати избачени су из својих домова, а расељени Срби који долазе преузели су њихове смјештаје. Они који су напуштали Бања Луку морали су потписати документе о напуштању своје имовине без надокнаде. Слична присилна премјештања догодила су се у Фочи, Власеници, Брчком, Шамцу и другим градовима.
Српске паравојне снаге су издвојиле Бошњаке и користиле насиље против њих. У масакрима у Вишеграду 1992. године, стотине Бошњака били су убијени и бачени у ријеку или закључане у кућама и спаљени живе; босњачке жене су силоване. Отприлике 70% свих протеривања догодило се између априла и августа 1992. године. Након заузивања Сребренице 11. јула 1995. 7.475 Бошњака је убијено а до 13. јула око 23.000 људи одвежено је аутобусима на териториј под контролом АРБиХ.

### Хрватске снаге
Почетком 1992, док су снаге ВРС-а напредовале према Оџаку и Босанској Посавини, хрватске снаге су протерале српске цивиле који су живели на том подручју и превезли их у Хрватску. Такође су протерали Србе из Херцеговине и запалили њихове куће у мају 1992. године. Власти босанских Хрвата су 1993. користиле етничко чишћење у Мостар, где су Бошњаци били смештени у логоре које су водили Хрвати. Хрватске снаге исељавале су Бошњаке из западног дијела Мостара и других градова и села, укључујући Столац и Чапљину. Како би преузео власт у заједницама у средњој Босни и западној Херцеговини, Мате Бобан наредио је Хрватском вијећу обране (ХВО) да почне с прогоном Бошњака који живе на овим просторима. Хрватске снаге су користиле "гранатирање, деложацију, насиље, силовање, пљачку и изнуду" да протерају или убију бошњачко становништво, од којих су неки били заточени у логорима Хелиодром и Дретељ. Покољи у Ахмићима и Ступном Долу имали су за циљ уклањање Бошњака са ових простора.
Хрватски војници дигли су у ваздух бошњачке фирме и радње у неким градовима. Ухапсили су хиљаде бошњачких цивила и покушали да их протерају из Херцеговине депортујући их у треће земље.

### Бошњачке снаге
Према "Завршном извештају" Савета безбедности УН (1994), Бошњаци су се криви за "тешка кршења Женевских конвенција и друга кршења међународног хуманитарног права", али нису учествовали у "систематском етничком чишћењу". Босанскохерцеговачки тужиоци оптужили су бивше припаднике Армије БиХ за злочине против човечности над Србима, с циљем њиховог протеривања из Коњица и околних села у мају 1992. Током опсаде Горажда 1993. године, бошњачке снаге су неке Србе протерале из града, а друге ставиле под кућни притвор. Слични инциденти догодили су се у марту 1993. када су бошњачке власти покренуле кампању протеривања Хрвата из Коњица. Из Бугојна је 1993. и 1994. Армија Републике Босне и Херцеговине протерала хиљаде хрватских цивила. Током опсаде Сарајева, вођа бошњачке паравојне формације Мушан Топаловић и његове снаге отимале су и убијале углавном Србе који су живјели у и око сарајевског предграђа Бистрик прије него што је војна полиција АРБиХ убила Топаловића у октобру 1993. Након рата, Хрвати су добровољно напустили Вареш, бојећи се бошњачке одмазде. Одлазак Хрвата из Сарајева, Тузле и Зенице имао је различите мотиве, који нису увијек били директна посљедица притисака Бошњака.

## Судске пресуде
Међу осуђенима за учешће у кампањама етничког чишћења у Босни и Херцеговини су политичари, војници и званичници босанских Срба, Момчило Крајишник, Радослав Брђанин, Стојан Жупљанин, Мићо Станишић, Биљана Плавшић, Горан Јелисић, Мирослав Дероњић, Зоран Жигић, Благоје Симић, Јовица Станишић, Франко Симатовић, Радован Караџић анд Ратко Младић.
У пресуди Караџићу, Хашки трибунал утврдио је да је постојао удружени злочиначки подухват који је имао за циљ присилно пресељење несрба из великих делова Босне, а да је постојао од октобра 1991. године:
...Вијеће констатује да су заједно са оптуженим Крајишник, Кољевић и Плавшић делили намеру остваривања заједничког плана о трајном уклањању босанских Муслимана и босанских Хрвата са територије на коју су босански Срби полагали право, те да су са својих руководећих позиција допринели извршењу заједничког плана од октобра 1991. до најмање 30. новембра 1995.
У пресуди лидеру босанских Хрвата Дарију Кордићу, Хашки трибунал утврдио је да је постојао план да се Бошњаци уклоне са територије на коју су Хрвати полагали право:
...Претресно вијеће из ових доказа (и доказа о другим нападима ХВО-а у априлу 1993) изводи закључак да је до тада постојао заједнички план или план који је осмислило и извршило руководство босанских Хрвата за етничко чишћење Лашванске долине. Дарио Кордић, као локални политички лидер, био је део овог дизајна или плана.

### Књиге
- Baker, Catherine (2015). The Yugoslav Wars of the 1990s. Basingstoke: Palgrave Macmillan. ISBN 9781137398994.
- Bartrop, Paul R.; Jacobs, Steven Leonard (2014). Modern Genocide: The Definitive Resource and Document Collection. Santa Barbara, CA: ABC-CLIO. ISBN 9781610693646.
- Bartrop, Paul R. (2016). Bosnian Genocide: The Essential Reference Guide: The Essential Reference Guide. Santa Barbara, CA: ABC-CLIO. ISBN 9781440838699.
- Bartrop, Paul R. (2019). Modern Genocide: A Documentary and Reference Guide. Santa Barbara, CA: ABC-CLIO. ISBN 9781440862342.
- Bieber, Florian (2005). Post-War Bosnia: Ethnicity, Inequality and Public Sector Governance. Basingstoke: Palgrave Macmillan. ISBN 9780230501379.
- Bringa, Tone (2005). „Reconciliation in Bosnia-Herzegovina”.  Ур.: Skaar, Elin; Gloppen, Siri; Suhrke, Astri. Roads to Reconciliation. Lanham, Maryland: Lexington Books. ISBN 9780739109045.
- Burg, Steven; Shoup, Paul (1999). The War in Bosnia-Herzegovina: Ethnic Conflict and International Intervention. Armonk, N.Y.: M.E. Sharpe. стр. 171. ISBN 9781563243080.
- Burg, Steven; Shoup, Paul (2015). Ethnic Conflict and International Intervention: Crisis in Bosnia-Herzegovina, 1990-93. New York City: Routledge. ISBN 9781317471028.
- Calic, Marie-Janine (2013). „Ethnic Cleansing and War Crimes, 1991–1995”.  Ур.: Ingrao, Charles W.; Emmert, Thomas Allan. Confronting the Yugoslav Controversies: a Scholars' Initiative. West Lafayette, Indiana: Purdue University Press. ISBN 9781557536174. OCLC 867740664.
- Call, Charles (2007). Constructing Justice and Security After War. Washington, D.C.: US Institute of Peace Press. ISBN 9781929223909.
- Central Intelligence Agency, Office of Russian and European Analysis (2002). Balkan Battlegrounds: A Military History of the Yugoslav Conflict, 1990–1995, Volume 1. Washington, D.C.: Central Intelligence Agency. ISBN 978-0-16-066472-4.
- Clark, Janine Natalya (2014). International Trials and Reconciliation: Assessing the Impact of the International Criminal Tribunal for the Former Yugoslavia. London: Routledge. ISBN 9781317974758.
- Combs, Nancy Amoury (2007). Guilty Pleas in International Criminal Law: Constructing a Restorative Justice Approach. Redwood City, California: Stanford University Press. ISBN 9780804753524.
- Cousens, Elizabeth M.; Cater, Charles K. (2001). Toward Peace in Bosnia: Implementing the Dayton Accords. Boulder, Colorado: Lynne Rienner Publishers. ISBN 9781555879426.
- Crnobrnja, Mihailo (1996). Yugoslav Drama, Second Edition. Montréal: McGill-Queen's Press. ISBN 9780773566156.
- Crowe, David M. (2013). War Crimes, Genocide, and Justice: A Global History. Basingstoke: Palgrave Macmillan. ISBN 978-0-230-62224-1.
- de Graaff, Bob; Wiebes, Cees (2014). „Fallen Off the Priority List”.  Ур.: Walton, Timothy R. The Role of Intelligence in Ending the War in Bosnia in 1995. Lanham, Maryland: Lexington Books. ISBN 9781498500593.
- Donia, Robert J.; Fine, John Van Antwerp (1994). Bosnia and Herzegovina: A Tradition Betrayed. London: C. Hurst & Co. Publishers. ISBN 9781850652120.
- Džankic, Jelena (2016). Citizenship in Bosnia and Herzegovina, Macedonia and Montenegro: Effects of Statehood and Identity Challenges. London, New York City: Routledge. ISBN 9781317165798.
- Eberhardt, Piotr; Owsinski, Jan (2015). Ethnic Groups and Population Changes in Twentieth Century Eastern Europe: History, Data and Analysis. London: Routledge. ISBN 9781317470960.
- Fabijančić, Tony (2010). Bosnia: In the Footsteps of Gavrilo Princip. Edmonton: University of Alberta. ISBN 9780888645197.
- Farkas, Evelyn (2003). Fractured States and U.S. Foreign Policy: Iraq, Ethiopia, and Bosnia in the 1990s. New York City: Palgrave Macmillan. ISBN 9781403982438.
- Fischer, Ernest W. (2019). „The Yugoslav Civil War”.  Ур.: Haglund, David G. Nato's Eastern Dilemmas. London: Routledge. ISBN 9780429710780.
- Friedman, Francine (2013). Bosnia and Herzegovina: A Polity on the Brink. London: Routledge. ISBN 9781134527540.
- Hodge, Carole (2019). The Balkans on Trial: Justice vs. Realpolitik. London: Routledge. ISBN 9781000007121.
- Keil, Soeren (2016). Multinational Federalism in Bosnia and Herzegovina. London: Routledge. ISBN 9781317093428.
- Kumar, Radha (1999). Divide and Fall?: Bosnia in the Annals of Partition. London; New York City: Verso. ISBN 9781859841839.
- Lawson, Kenneth E. (2006). Faith and hope in a war-torn land: The US Army chaplaincy in the Balkans, 1995-2005. Washington, D.C.: Government Printing Office. ISBN 9780160872792.
- Lukic, Reneo; Lynch, Allen (1996). Europe from the Balkans to the Urals: The Disintegration of Yugoslavia and the Soviet Union. Oxford: Oxford University Press. ISBN 9780198292005.
- McEvoy, Joanne; O'Leary, Brendan (22. 4. 2013). Power Sharing in Deeply Divided Places. Philadelphia: University of Pennsylvania Press. ISBN 978-0-8122-0798-9.
- McEvoy, Joanne (2015). Power-Sharing Executives: Governing in Bosnia, Macedonia, and Northern Ireland. Philadelphia: University of Pennsylvania Press. ISBN 9780812246513.
- Mojzes, Paul (2011). Balkan Genocides: Holocaust and Ethnic Cleansing in the Twentieth Century. Lanham, Maryland: Rowman & Littlefield. ISBN 9781442206656. OCLC 785575178.
- Morrison, Kenneth (2016). Sarajevo's Holiday Inn on the Frontline of Politics and War. London: Palgrave Macmillan. ISBN 9781137577184.
- Nettelfield, Lara J. (2010). Courting Democracy in Bosnia and Herzegovina. Cambridge: Cambridge University Press. ISBN 9780521763806. OCLC 793459206.
- Nizich, Ivana (1992). War Crimes in Bosnia-Hercegovina, Volume 1. New York City: Helsinki Watch. ISBN 9781564320834.
- Perica, Vjekoslav (2002). Balkan Idols: Religion and Nationalism in Yugoslav States. Oxford University Press. ISBN 9780195174298.
- Petrovic, Jadranka (2012). The Old Bridge of Mostar and Increasing Respect for Cultural Property in Armed Conflict. Leiden, Boston: Martinus Nijhoff Publishers. ISBN 9789004235540.
- Phillips, R. Cody (2005). Bosnia-Herzegovina. Government Printing Office. ISBN 9780160876141.
- Ramet, Sabrina P. (2010). „Politics in Croatia since 1990”.  Ур.: Ramet, Sabrina P. Central and Southeast European Politics Since 1989. Cambridge: Cambridge University Press. стр. 258—285. ISBN 978-1-139-48750-4.
- Riedlmayer, Andras (2002). „From the Ashes: The Past and Future of Bosnia's Cultural Heritage”.  Ур.: Shatzmiller, Maya. Islam and Bosnia: Conflict Resolution and Foreign Policy in Multi-Ethnic States. Montréal: McGill-Queen's Press. ISBN 9780773523463.
- Rieff, David (1996). Slaughterhouse: Bosnia and the Failure of the West. New York City: Simon and Schuster. ISBN 9780684819037.
- Rogel, Carole (1998). The Breakup of Yugoslavia and the War in Bosnia. Westport, Connecticut: Greenwood Publishing Group. ISBN 9780313299186.
- Schabas, William A. (2000). Genocide in International Law: The Crimes of Crimes. Cambridge: Cambridge University Press. ISBN 9780521787901.
- Schwai, Markus; Burazor, Mladen (2020). „Contemporary Design Intervention Inside the Cultural Landscape of Žepče – At What Price?”.  Ур.: Bailey, Greg; Defilippis, Francesco; Korjenic, Azra; Čaušević, Amir. Cities and Cultural Landscapes: Recognition, Celebration, Preservation and Experience. Cambridge Scholars Publishing. ISBN 9781527548206.
- Seybolt, Taylor B. (2007). Humanitarian Military Intervention: The Conditions for Success and Failure. Oxford University Press. ISBN 9780199252435.
- Shrader, Charles R. (2003). The Muslim-Croat Civil War in Central Bosnia: A Military History, 1992–1994. College Station, Texas: Texas A&M University Press. ISBN 978-1-58544-261-4.
- Stojarova, Vera (2019). „Characteristics of the Balkans: 1989–2019 in South East Europe: Dancing in a Vicious Circle?”.  Ур.: Eibl, Otto; Gregor, Miloš. Thirty Years of Political Campaigning in Central and Eastern Europe. Basingstoke: Palgrave Macmillan. ISBN 9783030276935.
- Takeyh, Ray; Gvosdev, Nikolas K. (2004). The Receding Shadow of the Prophet: The Rise and Fall of Radical Political Islam. Greenwood Publishing Group. ISBN 9780275976286.
- Thompson, Wayne C. (2014). Nordic, Central, and Southeastern Europe. Lanham, Maryland: Rowman & Littlefield. ISBN 9781475812244.
- Toal, Gerard; Tuathail, Gearóid Ó; Dahlman, Carl T. (2011). Bosnia Remade: Ethnic Cleansing and Its Reversal. Oxford: Oxford University Press. ISBN 9780199730360.
- Totten, Samuel (2017). Genocide at the Millennium. London: Routledge. ISBN 9781351517836.
- Vermeulen, Hans; Govers, Cora (1994). „Full text for reading and/or download available at academia.edu”. The Anthropology of Ethnicity: Beyond "Ethnic Groups and Boundaries". Het Spinhuis. ISBN 9789073052970.
- Wheeler, Nicholas J. (2002). „Human rights and security agenda: beyond non-intervention?”.  Ур.: Rees, G. Wyn. International Politics in Europe: The New Agenda. London: Routledge. ISBN 9781134890163.

### Научни часописи
- Ali, Rabia; Lifschultz, Lawrence (1994). „Why Bosnia?”. Third World Quarterly. 15 (3): 367—401. JSTOR 3993291. doi:10.1080/01436599408420387.
- Balić, Smail (1997). „The Cultural Achievements of Bosnian Muslims”. Islamic Studies. 36 (2): 137—175. JSTOR 23076192.
- Bell-Fialkoff, Andrew (1993). „A Brief History of Ethnic Cleansing”. Foreign Affairs. 72 (3): 110—121. JSTOR 20045626. S2CID 27821821. doi:10.2307/20045626.
- Brunborg, Helge; Lyngstad, Torkild Hovde; Urdal, Henrik (2003). „Accounting for Genocide: How Many Were Killed in Srebrenica?”. European Journal of Population. 19 (3): 229—248. JSTOR 20164231. S2CID 150727427. doi:10.1023/A:1024949307841.
- Burg, Steven (1986). „Elite conflict in post‐Tito Yugoslavia”. Soviet Studies. 38 (2): 170—193. doi:10.1080/09668138608411634.
- Haddad, Heidi Nichols (2011). „Mobilizing the Will to Prosecute: Crimes of Rape at the Yugoslav and Rwandan Tribunals”. Human Rights Review. 12: 109—132. S2CID 55172255. doi:10.1007/s12142-010-0163-x .
- Katz, Vera (2014). „A Platform on the Future Yugoslav Community (Izetbegovic-Gligorov Plan). A View from the Perspective of Bosnia and Herzegovina”. Politeja. 4 (30): 191—210. JSTOR 24919725. doi:10.12797/Politeja.11.2014.30.18 .
- Kelly, Michael J. (2002). „Can Sovereigns Be Brought to Justice? The Crime of Genocide's Evolution and the Meaning of the Milosevic Trial”. St. John's Law Review. 76 (2): 287—378. SSRN 920900 .
- Kondylis, Florence (2008). „Conflict displacement and labor market outcomes in post-war Bosnia and Herzegovina” (PDF). Journal of Development Economics. 93 (2): 235—248. doi:10.1016/j.jdeveco.2009.10.004.
- Mrduljaš, Saša (2011). „Značenje političkih odnosa u Bosni i Hercegovini za Dalmaciju” [Relevance of the political relations in Bosnia and Herzegovina to Dalmatia]. New Presence: Review for Intellectual and Spiritual Questions (на језику: хрватски). Institute of Social Sciences Ivo Pilar. 9 (3): 521—544.
- Ringdal, Gerd Inger; Ringdal, Kristen; Simkus, Albert (2008). „War Experiences and War-related Distress in Bosnia and Herzegovina Eight Years after War”. Croatian Medical Journal. 49 (1): 75—86. PMC 2269254 . PMID 18293460. doi:10.3325/cmj.2008.1.75.
- Tuathail, Gearóid Ó.; O'Loughlin, John (2009). „After Ethnic Cleansing: Return Outcomes in Bosnia-Herzegovina a Decade Beyond War”. Annals of the Association of American Geographers. 99 (5): 1045—1053. S2CID 143472185. doi:10.1080/00045600903260671.
- Young, Kirsten (2001). „UNHCR and ICRC in the former Yugoslavia: Bosnia-Herzegovina” (PDF). International Review of the Red Cross. 83 (843): 781—806. S2CID 37791908. doi:10.1017/S1560775500119315.

### Други извори
- Amnesty International (1992). „Bosnia-Herzegovina: Gross Abuses of Basic Human Rights”. New York. OCLC 231617610.
- Bassiouni, M. Cherif (28. 12. 1994). „Final report of the United Nations Commission of Experts established pursuant to security council resolution 780 (1992), Annex IV – The policy of ethnic cleansing”. United Nations. Архивирано из оригинала 4. 5. 2012. г. Приступљено 11. 7. 2012.
- International Court of Justice (2007). „Case Concerning Application of the Convention on the Prevention and Punishment of the Crime of Genocide (Bosnia and Herzegovina vs, Serbia and Montenegro)” (PDF). The Hague.
- „Prosecutor vs. Zejnil Delalić – Judgement” (PDF). The Hague: International Criminal Tribunal for the Former Yugoslavia. 16. 11. 1998.
- „Prosecutor vs. Radovan Karadžić – Judgement” (PDF). The Hague: International Criminal Tribunal for the Former Yugoslavia. 26. 3. 2016.
- „Prosecutor v. Dario Kordić and Mario Čerkez – Judgement” (PDF). The Hague: International Criminal Tribunal for the Former Yugoslavia. 26. 2. 2001.
- Mazowiecki, Tadeusz (17. 11. 1992). „Situation of human rights in the territory of the former Yugoslavia: note / by the Secretary-General”. United Nations Commission on Human Rights.
- „Report of the Secretary-General pursuant to General Assembly resolution 53/35: The fall of Srebrenica [A/54/549]”. United Nations. 15. 11. 1999.